# Pluto fait des achats
Pour plus de détails, voir Fiche technique et Distribution.
Pluto fait des achats (Pluto's Purchase) est un court métrage d'animation américain de la série Mickey Mouse réalisé par Charles A. Nichols pour les studios Disney et sorti en 1948.

## Synopsis
Mickey envoie Pluto à la boucherie. Il en revient avec des saucisses mais Butch décide de s'emparer de la viande. Il utilise de nombreux stratagèmes dont ses propres puces pour détourner l'attention de Pluto. Ce dernier parvient à récupérer la marchandise mais en rentrant, il se rend compte que les saucisses étaient un cadeau d'anniversaire pour Butch.

## Fiche technique
- Titre original : Pluto's Purchase
- Titre français : Pluto fait des achats
- Autres titres :
  - Allemagne : Plutos Einkauf
  - Finlande : Pluton ostos
  - Suède : Pluto köper korv
- Série : Mickey Mouse
- Réalisation : Charles A. Nichols
- Scénario : Eric Gurney, Bill de la Torre
- Décors : Ralph Hulett
- Layout : Karl Karpé
- Animation : George Kreisl, Dan McManus, George Nicholas, Robert Youngquist
- Musique : Oliver Wallace
- Production : Walt Disney
- Société de production : Walt Disney Productions
- Société de distribution : RKO Radio Pictures
- Pays :   États-Unis
- Langue : anglais
- Format : couleur (Technicolor) - 35 mm - 1,37:1 - son mono (RCA Sound System)
- Durée : 7 min
- Dates de sortie :
  - États-Unis : 9 juillet 1948[1]

## Distribution

### Voix originales
- James MacDonald : Mickey Mouse
- Pinto Colvig : Pluto

### Voix françaises

#### 1erdoublage (1989)
- Jean-Paul Audrain : Mickey Mouse

#### 2edoublage (années 2010)
- Laurent Pasquier : Mickey Mouse

## Commentaires
- Ce court métrage fait partie de la série Mickey Mouse, même s'il a pour héros le personnage de Pluto.
- Il a été exploité une première fois en France dans la compilation Mickey Jubilé en 1978, mais laissé en VO et doublé seulement en 1989[réf. nécessaire].